# Musseromys
Musseromys ist eine auf der Philippineninsel Luzon endemisch vorkommende Gattung kleiner Altweltmäuse. Alle vier Arten der Gattung leben in Bergregionen im mittleren und nördlichen Teil der Insel. Diese sind der Banahaw, der Amuyao und der Pulag in den Philippinischen Kordilleren und die nördliche Sierra Madre. Die Gattung ist nah mit den Luzon-Baumratten (Carpomys) verwandt und gehört damit zu einer auf den Philippinen endemischen Klade von meist größer werdenden Baumratten (Tribus: Phloeomyini).

## Merkmale
Musseromys-Arten sind klein und erreichen nur eine Kopf-Rumpf-Länge von 7,4 bis 8,4 cm bei einem Gewicht von 15 bis 22 g. Der Schwanz ist 8,2 bis 10 cm lange und erreicht damit 100 bis 130 % der Kopf-Rumpf-Länge. Der Schwanz ist über seine ganze Länge leicht behaart, die Haare sind auf dem letzten Drittel aber deutlich länger (10 bis 25 mm). Die Schuppen auf dem Schwanz sind klein. Auf einem Zentimeter Schwanzlänge finden sich 17 bis 23 Schuppen. Das Rückenfell ist hell orange bis dunkel rostbraun, das kürzere Bauchfell ist hell ockerfarben und bei einigen Exemplaren mit einer von weißlichen Flecken gebildeten Mittellinie. Der Kopf ist breit und in Relation zum Körper groß. Die Schnauze ist kurz und stumpf, der Hirnschädel genau so lang wie breit. Die Augen sind mittelgroß, die Ohren groß (15 bis 17  mm) und rund oder schmal und leicht zugespitzt. Die Vibrissen an der Schnauze sind 42 bis 53 mm lang und erreichen damit etwa 60 bis 65 % der Kopf-Rumpf-Länge. Weitere Vibrissen befinden sich auf einem nackten Hautfleck hinter den Augen. Sie sind 5 bis 15 mm lang. Alle Backenzähne haben eine dicke Zahnschmelzschicht und auffällige Höcker. Die Vorderfüße sind schmal und mittellang, die Zehen mit Ausnahme der Großzehe, die einen Nagel trägt, sind mit scharfen Krallen versehen. Die Fußballen sind mittelgroß bis groß. Die Hinterfüße können mittellang bis lang und schmal sein mit schmalen Fußballen oder kürzer mit breiten Fußballen. Weibchen haben zwei Brustwarzen.

## Arten
Es gibt vier Arten:
- Mount-Anacuao-Bergwaldmaus (Musseromys anacuao Heaney et a. 2014)
- Mount-Pulag-Bergwaldmaus (Musseromys beneficus Heaney et a. 2014)
- Mount-Banahaw-Bergwaldmaus (Musseromys gulantang Heaney et a. 2009), Typusart
- Mount-Amuyao-Bergwaldmaus (Musseromys inopitatus Heaney et a. 2014)

## Lebensraum
Alle Musseromys-Arten kommen in Bergwäldern in Höhen von 1650 bis etwa 2700 Metern vor. Der Baum- und Strauchbestand umfasst vor allem Eichen, Lorbeer- und Myrtengewächse, außerdem Feigen, Teestrauchgewächse, Steineibengewächse, Elaeocarpaceen und die Kiefernart Pinus kesiya. Boden, Baumstämme und dickere Äste sind stark bemoost.